# أنجيلو باجناسكو
أنجيلو باجناسكو (مواليد 14 يناير 1943) هو كاردينال كاثوليكي إيطالي، شغل منصب رئيس أساقفة جنوة من 2006 حتى 2020.

## روابط خارجية
- أنجيلو باجناسكو على موقع مونزينجر (الألمانية)